# Itapissuma
Itapissuma là một đô thị thuộc bang Pernambuco, Brasil. Đô thị này có diện tích 74,382 km², dân số năm 2007 là 23110 người, mật độ 310,69 người/km².